# Нельсон, Лори
Ло́ри Не́льсон (англ. Lori Nelson; 15 августа 1933, O gah Po'geh — 23 августа 2020, Лос-Анджелес, Калифорния) — американская фотомодель, позднее — актриса кино и телевидения.

## Биография
Дикси Кэй Нельсон (настоящее имя актрисы) родилась 15 августа 1933 года в городе Санта-Фе (штат Нью-Мексико, США). Родители — мистер и миссис Р. А. Нельсон. Является пра-внучатой племянницей известного генерала Джона Першинга. Дикси начала выступать в местных театрах в возрасте двух лет. Она была настолько талантлива, что в афишах указывалась как «Ширли Темпл из Санта-Фе». Когда девочке было четыре года, она с родителями переехала в Лос-Анджелес (штат Калифорния), и они поселились в престижном районе Энсино. В пятилетнем возрасте Дикси выиграла титул «Маленькая мисс Америка». После этого ещё два года девочка продолжала выступления в маленьких театрах, была фотомоделью, давала представления раненым солдатам в госпиталях. В 7 лет юная актриса заболела острой ревматической лихорадкой и четыре года пролежала в постели. После выздоровления она вернулась к карьере фотомодели и в 17 лет выиграла титул «Мисс Энсино». Окончила старшую школу Канога-Парк.
В 1950 году молодая красавица была замечена сотрудниками киностудии Universal-International. Нельсон подписала с ними контракт на семь лет. Кинокарьера Нельсон (взявшей сценическое имя-псевдоним Лори) началась в 1952 году с вестерна «Излучина реки». Лори Нельсон регулярно снималась в кино и на телевидении до 1961 года (в 1957 году её контракт закончился, и далее она работала фрилансером), после чего её карьера была фактически окончена.
Лори Нельсон скончалась 23 августа 2020 года в Лос-Анджелесе.

### Личная жизнь
В начале 1950-х годов Нельсон встречалась с известным актёром и певцом Табом Хантером. Пара едва не поженилась, но Хантер вовремя осознал, что является гомосексуалистом. В это же время он начал тайно встречаться с фигуристом Рональдом Робертсоном, и в итоге предпочёл его, а не Лори. Хантер и Нельсон остались друзьями, и в начале 1960-х годов он даже дал ей небольшие роли в двух выпусках в своём телешоу.
10 декабря 1960 года Нельсон вышла замуж за аранжировщика, композитора и дирижёра Джонни Манна. В апреле 1973 года пара развелась. От брака остались две дочери: Лори Сьюзан и Дженнифер.

В апреле 1983 года Нельсон вышла замуж второй раз: её избранником стал офицер полиции по имени Джозеф Дж. Рейнер. Детей от этого брака не было.

## Избранная фильмография
Широкий экран
- 1952 — Излучина реки[англ.] / Bend of the River — Марджи Бэйли
- 1952 — Мамаша и папаша Кеттл на ярмарке[англ.] / Ma and Pa Kettle at the Fair — Рози Кеттл
- 1952 — Фрэнсис отправляется в Вест-Пойнт[англ.] / Francis Goes to West Point — Барбара Этвуд
- 1953 — Всё, чего я желаю[англ.] / All I Desire — Лили Мёрдок
- 1953 — Все американцы[англ.] / All American — Шэрон Уоллес
- 1953 — Отводя мою малышку домой[англ.] / Walking My Baby Back Home — Клэр Миллард
- 1953 — Перекати-поле[англ.] / Tumbleweed — Лора Сандерс
- 1954 — Заместитель шерифа Дестри[англ.] / Destry — Марта Филлипс
- 1955 — Под водой![англ.] / Underwater! — Глория
- 1955 — Месть Твари / Revenge of the Creature — Хелен Добсон, ихтиолог
- 1955 — Мамаша и папаша Кеттл в Вайкики[англ.] / Ma and Pa Kettle at Waikiki — Рози Кеттл
- 1955 — Искренне ваш[англ.] / Sincerely Yours — Сара Косгроув
- 1955 — Я умирал тысячу раз / I Died a Thousand Times — Вельма
- 1955 — День, когда Земле пришёл конец / Day the World Ended — Луиза Мэддисон
- 1956 — Мохок[англ.] / Mohawk — Синтия
- 1956 — Соучастники[англ.] / Pardners — Кэрол Кингсли
- 1956 — Девушка хот-род[англ.] / Hot Rod Girl — Лайза Вернон
- 1957 — Неукротимая молодёжь[англ.] / Untamed Youth — Джейн Лоуи
- 1957 — Сын бандита[англ.] / Outlaw’s Son — Лайла Костейн
- 2005 — Голый монстр[англ.] / The Naked Monster — Хелен Добсон, ихтиолог, из фильма «Месть Твари» (1955)

Телевидение
- 1955 — Это великолепная жизнь[англ.] / It’s a Great Life — Вера Томпсон (в 2 эпизодах)
- 1956 — Кульминация![англ.] / Climax! — Мэри (в эпизоде Strange Hostage)
- 1957 — Час 20th Century Fox[англ.] / The 20th Century Fox Hour — Кэти Девлин (в эпизоде Threat to a Happy Ending)
- 1957 — Гамельнский крысолов[англ.] / The Pied Piper of Hamelin — Мара
- 1957—1958 — Как выйти замуж за миллионера[англ.] / How to Marry a Millionaire — Грета Хансон (в 39 эпизодах)
- 1959 — Разыскивается живым или мёртвым[англ.] / Wanted Dead or Alive — Белая Антилопа, также известная как Дорис Олбрайт (в эпизоде Bounty for a Bride)
- 1959 — Техасец[англ.] / The Texan — Элизабет Блейк (в эпизоде The Man Hater)
- 1959 — Караван повозок[англ.] / Wagon Train — Черити Стил (в эпизоде The Steele Family Story)
- 1959 — Миллионер[англ.] / The Millionaire — Лоррейн Даггетт (в эпизоде Millionaire Lorraine Daggett)
- 1959 — Театр General Electric[англ.] / General Electric Theater — Сильвия (в эпизоде Night Club)
- 1959 — Костяная нога[англ.] / Sugarfoot — Эллен Коуэй (в эпизоде The Gaucho)
- 1959 — Истории Уэллса Фарго[англ.] / Tales of Wells Fargo — Сьюзан Фарр (в эпизоде Relay Station)
- 1960—1961 — Шоу Таба Хантера[англ.] / The Tab Hunter Show — разные роли (в 2 выпусках)
- 1961 — Данте[англ.] / Dante — Синтия Роджерс (в эпизоде Dial D for Dante)
- 1961 — Ларами[англ.] / Laramie — Грейс (в эпизоде Trigger Point)
- 1961 — Отец-холостяк[англ.] / Bachelor Father — Спринг Лоринг (в эпизоде Drop That Calorie)
- 1961 — Шепчущий Смит[англ.] / Whispering Smith — миссис Венеция Моллой (в эпизоде Double Edge)
- 1961 — Театр Armstrong Circle[англ.] / Armstrong Circle Theatre — миссис Медиан (в 2 эпизодах)
- 1971 — Семейное дело[англ.] / Family Affair — доктор Джоан Блэнтон (в эпизоде Goodbye, Mrs. Beasley)

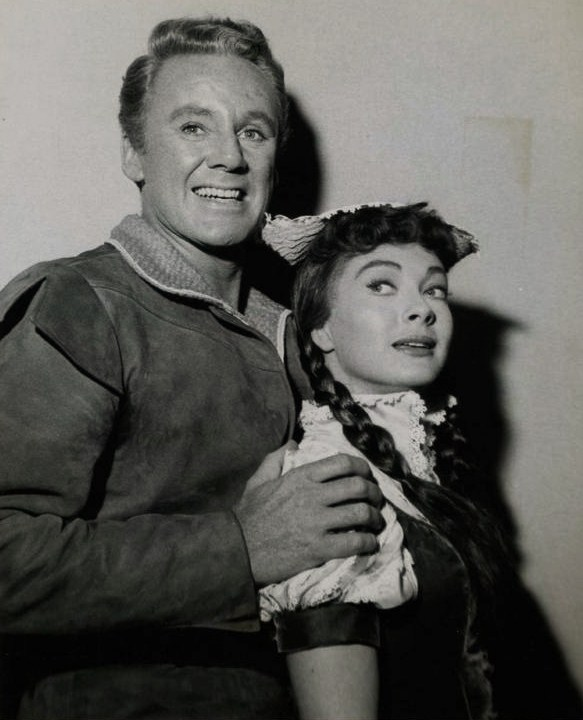
С Ваном Джонсоном в фильме «Гамельнский крысолов»[англ.] (1957)
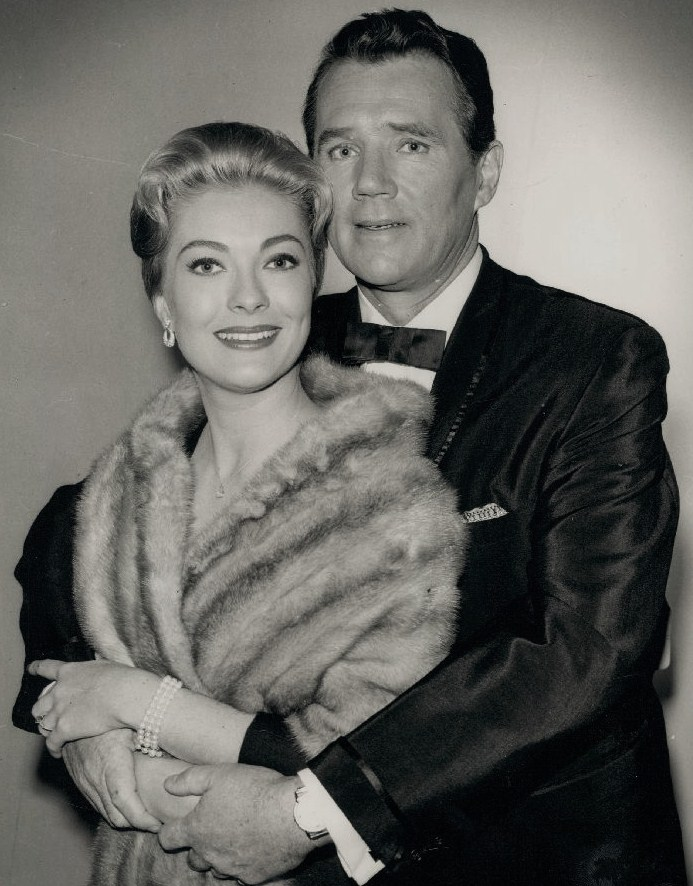
С Говардом Даффом  в сериале «Данте»[англ.] (1961)